# An Châu, Nghệ An
An Châu là một xã thuộc tỉnh Nghệ An, Việt Nam. Xã được hình thành trên cơ sở sáp nhập các xã Diễn An, Diễn Tân, Diễn Thịnh và Diễn Trung của huyện Diễn Châu trong đợt Sáp nhập tỉnh thành Việt Nam 2025.

## Địa lý
Xã An Châu có vị trí địa lý:
- Phía Đông giáp Biển Đông;
- Phía Nam giáp xã Tân Châu và xã Hải Lộc;
- Phía Tây giáp xã Tân Châu và xã Minh Châu;
- Phía Bắc giáp xã Diễn Châu.

Xã An Châu có diện tích tự nhiên 34,87 km².

## Hành chính và tên gọi
Xã An Châu được thành lập theo Nghị quyết số 1678/NQ-UBTVQH15 của Ủy ban Thường vụ Quốc hội Việt Nam, ban hành ngày 16 tháng 6 năm 2025. Theo đó, sắp xếp toàn bộ diện tích tự nhiên, quy mô dân số của các xã Diễn An, Diễn Tân, Diễn Thịnh và Diễn Trung thuộc huyện Diễn Châu trước đây thành một xã mới có tên gọi là xã An Châu.
Trước đó, theo Đề án sắp xếp đơn vị hành chính cấp xã tỉnh Nghệ An, xã này là xã Diễn Châu 6.
Sau sắp xếp xã có diện tích tự nhiên: 34,87 km², quy mô dân số: 43.437 người.